# Francisco Mendoza de Bobadilla
Francisco Mendoza de Bobadilla (ur. 25 września 1508 w Cuence, zm. 1 grudnia 1566 w Arcos) – hiszpański kardynał.

## Życiorys
Urodził się 25 września 1508 roku w Cuency, jako syn Diega Hurtado de Mendozy. Studiował na Uniwersytecie w Salamance, gdzie uzyskał doktoraty z prawa i teologii. 14 lutego 1533 roku został wybrany biskupem Corii, uzyskując dyspensę z powodu nieosiągnięcia wieku kanonicznego. 19 grudnia 1544 roku został kreowany kardynałem prezbiterem i otrzymał kościół tytularny Santa Maria in Ara Coeli. W 1550 roku został przeniesiony do diecezji Burgos. W latach 1552–1553 był kamerlingiem Kolegium Kardynałów. Zmarł 1 grudnia 1566 roku w Arcos.